# Ростов-на-Дону (аэропорт)
Ростов-на-Дону — бывший аэропорт федерального значения в одноимённом городе. Расположен в восточной части Ростова-на-Дону, приблизительно в 9 км от его центра. До декабря 2017 года единственный международный аэропорт Ростовской области.
7 декабря 2017 года рейсы были переведены в аэропорт «Платов», расположенный в 29 км северо-восточнее Ростова-на-Дону. С 20 декабря 2017 года аэродром переведён в статус посадочной площадки, разовый приём-выпуск воздушных судов осуществляется по согласованию со старшим авиационным начальником. В связи с закрытием аэродрома затруднена деятельность Ростовского завода гражданской авиации; ему придётся прекратить ремонт самолётов и сосредоточиться на ремонте авиационных двигателей.

## Общие сведения
В 2014 году обслужил 2,342 млн пассажиров, заняв 12 место по пассажиропотоку среди российских аэропортов в списке наиболее загруженных аэропортов России.
По данным официального сайта аэропорта в 2014 году полеты из аэропорта выполняли 45 российских и иностранных авиакомпаний по 78 регулярным направлениям. В совокупности более 50 % перевезенных пассажиров пришлось на долю трех авиакомпаний — «Донавиа», «ЮТэйр» и «S7 Airlines».
Аэродром способен принимать самолёты Airbus A310, Airbus A319, Airbus A320, Airbus A321, Boeing 737-400, Boeing 737-500, Boeing 737-800, Boeing 757-200, Boeing 767-300, Bombardier CRJ, Ан-124, Ил-62, Ил-76, Ту-154, Ту-204, Ту-95 и все более лёгкие самолёты, а также вертолёты всех типов.
До момента закрытия служил аэропортом приписки и основной базой для авиакомпании Азимут. Также в аэропорту базировался UTair.

## Местоположение и территория обслуживания
Аэропорт расположен в административных границах Первомайского района городского округа «Город Ростов-на-Дону» в 9 км к востоку от исторического и делового центра города. Он плотно окружён городской застройкой со всех сторон. В том числе, с севера, юго-запада, юга и востока территория аэродрома ограничена жилыми микрорайонами Ростова-на-Дону: Посёлок Пилотов, Фрунзе, Александровка, Кирпичный; с северо-востока на расстоянии 1,2 км от порога ВПП её направление пересекает автодорога III категории и индивидуальная жилая застройка города Аксай.
До ввода в эксплуатацию аэропорта Платов ближайшим действующим пассажирским аэропортом был «Таганрог—Южный», находящийся в 70 км к западу. Ближайшие негражданские аэродромы:
- вертодром экспериментальной авиации «Ростов-на-Дону — Северный» (испытательная база завода «Роствертол») в 7 км к западу;
- военный аэродром «Ростов-на-Дону — Центральный» в 14 км на северо-западной окраине Ростова-на-Дону. Длина ВПП — 2400 м.

Аэропорт обслуживал шестой по численности населения (4,3 млн) субъект федерации, Ростовскую область, а также сопредельные территории. Являлся единственным аэропортом области, имеющим статус международного, и основным (более 99 % пассажирооборота области) из двух пассажирских. Базу пассажиропотока аэропорта формировала густонаселённая конурбация городов Ростов-на-Дону, Таганрог, Батайск, Новочеркасск, Аксай и Шахты, где проживает 2,57 млн человек (60 % населения области), что делает её крупнейшим агломерационным образованием юга России и 4-м по численности населения в России. Планировавшийся перенос аэропорта из городской черты Ростова-на-Дону ближе к центру Ростовско-Шахтинской агломерации, на свободные земли Грушевского сельского поселения Аксайского района завершился постройкой и вводом в эксплуатацию нового аэропорта.

## Инфраструктура аэропорта
Аэропорт города Ростов-на-Дону — это обширный комплекс технических средств и сооружений, размещающихся на территории площадью почти в 400 гектаров.

### Терминалы
Здание пассажирского терминала построено в 1977 году по уникальному проекту НИИ «Аэропроект». Со стороны привокзальной площади терминал напоминает четыре стоящих на отстое самолёта Ту-144, самого современного пассажирского лайнера в СССР на момент проектирования. Пассажирский терминал имеет общую площадь более 17 тыс. м². Пропускная способность — 600 пассажиров в час в российском секторе и 450 пассажиров в час в международном. В здании аэровокзала располагались бизнес-салон и VIP-зал, авиа- и железнодорожные кассы, банкоматы, пункт обмена валют, кафе, киоски по продаже сувениров и периодической печати, стойки проката автомобилей и заказа такси.
В терминале находились представительства авиакомпаний Донавиа, S7 Airlines, UTair, Lufthansa, Austrian Airlines, Turkish Airlines, Россия, SCAT, Глобуc.
На привокзальной площади расположены гостиница «Аэропорт» на 60 номеров и автостоянки, оборудованные автоматической пропускной системой и камерами видеонаблюдения.
Общая площадь грузового терминала — 7,16 тыс. м², в том числе складских помещений — 4,41 тыс. м². Терминал оснащён механизированным комплексом обработки грузов и досмотровой техникой. Производственные мощности грузового терминала позволяли обрабатывать до 420 тонн грузов в сутки.

### Аэродром

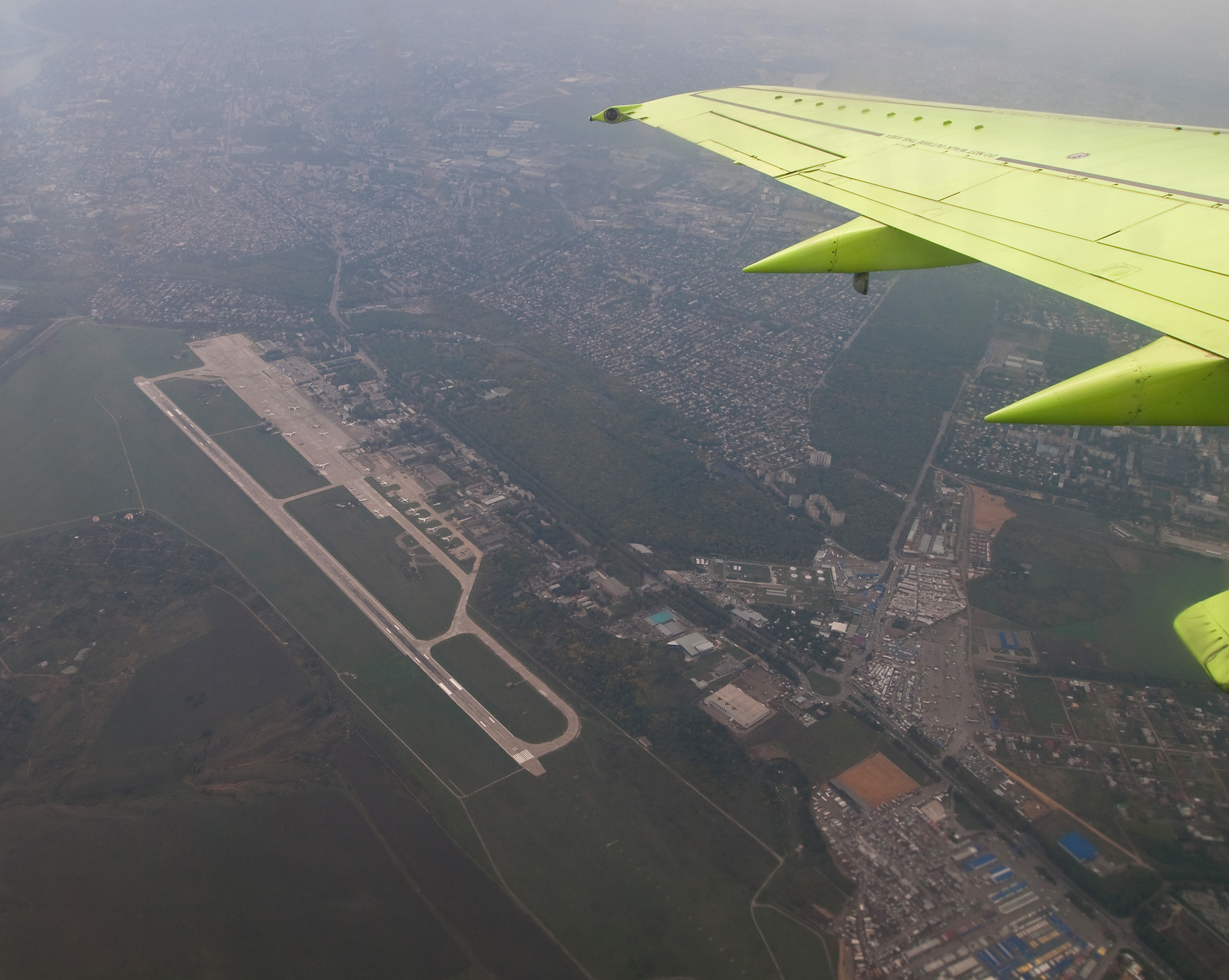
ВПП

По состоянию на 2017 год аэродром Ростов-на-Дону располагает одной взлётно-посадочной полосой с искусственным покрытием размерами 2500×45 м (ИВПП 04/22), соответствующей классу В по НГЭА и кодовому обозначению 4D по ИКАО. Классификационное число ВПП — (PCN) 33/R/С/W/T. Максимальная взлётная масса воздушных судов (BC) — 155 т. На лётном поле имеется магистральная рулёжная дорожка (МРД) и сеть из пяти соединительных рулёжных дорожек (РД-1, 2,… 5), которые соединяют ИВПП с пассажирским перроном и местами стоянки (МС) и техобслуживания ВС.
Перрон и 62 МС общей площадью 317,5 тыс. м² включают: одно МС для Ил-62 или Ил-76; 5 МС для бортов Ил-76, Ту-154, Ту-204 или Б-767; 19 МС для Ту-154 или B-757; 7 МС для Ту-134; 5 МС для Ан-24; 6 МС для Як-40; 9 МС для Ан-12 или Ан-26; 5 МС для Ми-8; 5 МС для Ан-2 или Ми-2.
Аэродром был способен принимать без ограничений самолёты CRJ, Fokker 70, RJ-85, Як-42, Ан-12, Ан-24, Ан-124, Ил-62, Ил-114, Ту-134, Sukhoi Superjet 100 и все ВС 3 и 4 класса, а также вертолёты всех типов. Самолёты А-310, А-319, А-320, B-737, B-757, B-767, Ту-154, Ту-204, Ту-214, Ил-76ТД эксплуатировались с ограничениями на суточное число рулений и самолёто-вылетов.

## Перевозчики и пункты назначения
На момент закрытия из аэропорта выполняли регулярные полёты более 20 авиакомпаний. Ниже перечислены работавшие в аэропорту авиакомпании и обслуживаемые ими направления. 7 декабря 2017 года все регулярные рейсы год переведены во вновь построенный аэропорт Платов.
| Авиакомпании | Пункты назначения                                                                                                  |
| ------------ | --- |
| S7 Airlines  | Москва (Домодедово)                                                                                                |
| Азимут       | Москва (Внуково) Екатеринбург (Кольцово) Сочи Махачкала (Уйташ) Новосибирске (Толмачёво) Санкт-Петербург (Пулково) |

Ранее в аэропорту работали авиакомпании ВИМ-Авиа, Глобус, Грозный-Авиа, ИрАэро, МАУ (Международные авиалинии Украины), Оренбургские авиалинии, РусЛайн, ЮТэйр-Экспресс, Якутия, Air Arabia, Air Europa, Astra Airlines, Bluebird Airways, Lufthansa, SCAT, Tunisair, Донавиа и закрывшиеся Авианова, Аэросвит, Кавминводыавиа, Континент, Кубань, Московия, Air One, Air Volga и Sky Express.

## Показатели деятельности

Пассажиропоток аэропорта Ростов-на-Дону в 2004—2012 годах. Красный — линия Ростов-на-Дону—Москва; жёлтый — все остальные внутренние воздушные линии; зелёный — международные воздушные линии.

В 2005—2012 годах пассажиропоток в ростовском аэропорту значительно вырос. При этом темп роста был в среднем выше, чем у большинства российских аэропортов сопоставимой загруженности. В 2005 году, обслужив 685 тыс. пассажиров, аэропорт занимал 18 место среди российских аэропортов по пассажирообороту. Спустя 7 лет, в 2012 году, аэропорт переместился на 12 место, увеличив пассажиропоток в 2,7 раза до 1,874 млн, что представляет собой лучший результат с 1991 года, за который было обслужено 2,627 млн пассажиров.
Наиболее загруженным является московское направление. В 2012 году его доля в общем пассажиропотоке составила 48,2 %, а в пассажиропотоке на внутренних воздушных линиях — 86,4 %. Объём пассажирских перевозок на международных линиях растёт стабильно быстрее, чем на внутренних. В структуре пассажирских перевозок доля международных линий увеличилась с 27 % в 2004 до 44 % в 2012 году. В 2014 произошёл значительный рост на ВВЛ (15 %), в то же время пассажиропоток на МВЛ снизился на 5,4 %. Пассажиропоток ОАО «Аэропорт Ростов-на-Дону» I квартале 2013 года вырос по сравнению с показателем аналогичного периода 2012 года на 16 % — до 404,91 тыс. пассажиров.
| Страна      | Город                     | Пассажиров в 2011 | Пассажиров в 2012 | Пассажиров в 2016                  |
| ----------- | ------------------------- | ----------------- | ----------------- | ---------------------------------- |
| Россия      | Екатеринбург              | 013 548           | ▼ 05 985          | ▲ 25 735                           |
| Россия      | Москва (DME, SVO, VKO)    | 899 800           | ▲ 903 300         | ▲ 1 371 530 (65 % пассажиропотока) |
| Россия      | Санкт-Петербург           | 073 760           | ▲ 105 256         | ▲ 201 873                          |
| Россия      | Симферополь               |                   |                   | ▲ 94 561 человек                   |
| Россия      | Прочие ВВЛ                | 036 500           | ▼ 031 159         |                                    |
| Армения     | Ереван                    | 054 117           | ▲ 068 415         | 45 007                             |
| Азербайджан | Баку                      |                   |                   | 12 416                             |
| Грузия      | Тбилиси                   |                   |                   | 9 577                              |
| Узбекистан  | Ташкент                   | 033 373           | ▲ 038 489         | 16 464                             |
| Украина     | Киев (Борисполь)          | 014 314           | ▼ 012 476         | 0                                  |
| Австрия     | Вена                      | 031 839           | ▲ 037 732         |                                    |
| Греция      | Ираклион, Родос, Салоники | 026 463           | ▲ 048 298         |                                    |
| Испания     | Барселона                 | 020 238           | ▲ 030 183         |                                    |
| Италия      | Римини                    | 022 168           | ▼ 021 633         |                                    |
| Германия    | Франкфурт-на-Майне        | 026 047           | ▼ 022 315         |                                    |
| Германия    | Мюнхен                    | 011 170           | ▼ 02 381          |                                    |
| Чехия       | Прага                     | 029 475           | ▲ 035 222         | 31 684                             |
| Египет      | Хургада, Шарм-эш-Шейх     | 068 697           | ▲ 114 600         |                                    |
| Израиль     | Тель-Авив                 | 06 000            | ▲ 024 000         | 20 070                             |
| Таиланд     | Бангкок, Пхукет и другие  | н/д               | ▲ 022 738         |                                    |
| Турция      | Анталья                   | 173 726           | ▲ 174 531         | 24 192                             |
| Турция      | Стамбул (IST)             | 059 340           | ▲ 067 201         | 39 024                             |
| Зарубежье   | Прочие МВЛ                | 118 708           | ▼ 107 767         |                                    |

|                                         | Перевезено пассажиров (тыс.) | Изменение к предыдущему году | На между- народных линиях (тыс.) | Изменение к предыдущему году | На внутренних линиях (тыс.) | Изменение к предыдущему году | Доля между- народных перевозок | Место среди аэропортов РФ |
| --------------------------------------- | ---------------------------- | ---------------------------- | -------------------------------- | ---------------------------- | --------------------------- | ---------------------------- | ------------------------------ | ------------------------- |
| 1991                                    | 0 2627,2                     |                              |                                  |                              | 0                           |                              |                                |                           |
| 1992                                    | 1785.7                       | ▼-32 %                       |                                  |                              | 0                           |                              |                                |                           |
| 1996                                    | 630,783                      |                              |                                  |                              |                             |                              |                                |                           |
| 1997                                    | 609,844                      | ▼0 −3,3 %                    |                                  |                              |                             |                              |                                |                           |
| 1998                                    | 515,479                      | ▼0 −15,5 %                   |                                  |                              |                             |                              |                                |                           |
| 1999                                    | 497,478                      | ▼0 −3,5 %                    |                                  |                              |                             |                              |                                |                           |
| 2000                                    | 474,584                      | ▼0 −4,6 %                    |                                  |                              |                             |                              |                                |                           |
| 2001                                    | 531,536                      | ▲0 12,0 %                    |                                  |                              |                             |                              |                                |                           |
| 2002                                    | 526,175                      | ▼0 −1,0 %                    |                                  |                              |                             |                              |                                |                           |
| 2003                                    | 568,732                      | ▲0 8,1 %                     |                                  |                              |                             |                              |                                |                           |
| 2004                                    | 0 637,4                      | ▲0 11,0 %                    | 172,6                            |                              | 0 464,8                     |                              | 27,0 %                         |                           |
| 2005                                    | 0 684,6                      | ▲0 7,4 %                     | 203,9                            | ▲ 18,1 %                     | 0 480,7                     | ▲0 3,4 %                     | 30,0 %                         | 18                        |
| 2006                                    | 0 727,9                      | ▲0 6,3 %                     | 216,0                            | ▲0 5,9 %                     | 0 511,9                     | ▲0 6,3 %                     | 29,7 %                         | 16                        |
| 2007                                    | 1 034,5                      | ▲ 42,1 %                     | 331,1                            | ▲ 53,3 %                     | 0 703,4                     | ▲ 37,4 %                     | 32,0 %                         |                           |
| 2008                                    | 1 257,8                      | ▲ 21,6 %                     | 456,4                            | ▲ 37,9 %                     | 0 801,3                     | ▲ 13,9 %                     | 36,0 %                         | 12                        |
| 2009                                    | 1 138,4                      | ▼0 9,5 %                     | 437,0                            | ▼0 4,3 %                     | 0 701,4                     | ▼ 12,5 %                     | 38,4 %                         | 12                        |
| 2010                                    | 1 440,5                      | ▲ 26,5 %                     | 559,5                            | ▲ 28,0 %                     | 0 881,0                     | ▲ 25,6 %                     | 38,8 %                         | 11                        |
| 2011                                    | 1 716,2                      | ▲ 19,1 %                     | 692,6                            | ▲ 23,8 %                     | 1 023,6                     | ▲ 16,2 %                     | 40,3 %                         | 9 (7; 14) или 10          |
| 2012                                    | 1 873,6                      | ▲ 09,2 %                     | 828,0                            | ▲ 19,5 %                     | 1 045,7                     | ▲ 02,2 %                     | 44,2 %                         | 12 (7; 14) или 13         |
| 2013                                    | 2 191,1                      | ▲ 016,9 %                    | 920,2                            | ▲ 11,1 %                     | 1 270,6                     | ▲ 021,5 %                    | 42,0 %                         | 10                        |
| 2014                                    | 2 342,3                      | ▲ 06,9 %                     | 870,5                            | ▼ −5,4 %                     | 1 471,4                     | ▲ 015,8 %                    | 37,2 %                         | 12                        |
| 2015                                    | 2 062,8                      | ▼-11,8 %                     | 565,2                            | ▼ −36,4 %                    | 1 497,5                     | ▲ 03,3 %                     | 27,4 %                         | 12                        |
| 2016                                    | 2 094,7                      | ▲1,5 %                       | 369,9                            | ▼ −34,4 %                    | 1 724,8                     | ▲ 015,1 %                    | 17,7 %                         | 12                        |
| 2017                                    | 2 766,0                      | ▲32,0 %                      | 647,0                            | ▲ 79,0 %                     | 2119,0                      | ▲ 022,0 %                    | 23,0 %                         | 11                        |
| Источник: ОАО «Аэропорт Ростов-на-Дону» |                              |                              |                                  |                              |                             |                              |                                |                           |

|                                         | Обработано грузов и почты (тонн) | Изменение к предыдущему году | На между- народных линиях (тонн) | Изменение к предыдущему году | На внутренних линиях (тонн) | Изменение к предыдущему году | Место среди аэропортов РФ |
| --------------------------------------- | -------------------------------- | ---------------------------- | -------------------------------- | ---------------------------- | --------------------------- | ---------------------------- | ------------------------- |
| 2004                                    | 6 868                            |                              | 3 434                            |                              | 3 434                       |                              |                           |
| 2005                                    | 5 018                            | ▼ 25,3 %                     | 1 580                            | ▼ 54,0 %                     | 3 438                       | ▲ 00,1 %                     |                           |
| 2006                                    | 3 428                            | ▼ 31,7 %                     | 0 524                            | ▼ 66,8 %                     | 2 904                       | ▼ 15,5 %                     |                           |
| 2007                                    | 4 088                            | ▲ 19,3 %                     | 0 914                            | ▲ 74,4 %                     | 3 174                       | ▲ 09,3 %                     |                           |
| 2008                                    | 4 895                            | ▲ 19,7 %                     | 1 160                            | ▲ 26,9 %                     | 3 735                       | ▲ 18,0 %                     |                           |
| 2009                                    | 4 850                            | ▼ 00,9 %                     | 1 301                            | ▼ 12,2 %                     | 3 549                       | ▼ 05,0 %                     |                           |
| 2010                                    | 5 067                            | ▲ 04,5 %                     | 1 118                            | ▼ 14,1 %                     | 3 949                       | ▲ 11,3 %                     |                           |
| 2011                                    | 5 330                            | ▲ 05,2 %                     | 1 085                            | ▼ 03,0 %                     | 4 245                       | ▲ 07,5 %                     | 21 (11; 26)               |
| 2012                                    | 6 204                            | ▲ 16,4 %                     | 1 541                            | ▲ 42,0 %                     | 4 663                       | ▲ 09,8 %                     | 20 (10; 23)               |
| 2014                                    | 6 475                            | ▲ 0,0 %                      | -                                | -                            | -                           | -                            | -                         |
| 2016                                    | 5600                             | ▲ 0,0 %                      | -                                | -                            | -                           | -                            | -                         |
| 2017                                    | 5600                             | ▲ 0,0 %                      | -                                | -                            | -                           | -                            | -                         |
| Источник: ОАО «Аэропорт Ростов-на-Дону» |                                  |                              |                                  |                              |                             |                              |                           |

|                                         | Взлётов-посадок | Изменение к предыдущему году | На между- народных линиях | Изменение к предыдущему году | На внутренних линиях | Изменение к предыдущему году |
| --------------------------------------- | --------------- | ---------------------------- | ------------------------- | ---------------------------- | -------------------- | ---------------------------- |
| 2004                                    | 12 601          |                              | 3 678                     |                              | 08 923               |                              |
| 2005                                    | 11 839          | ▼ 06,0 %                     | 3 362                     | ▼ 08,6 %                     | 08 477               | ▼ 05,0 %                     |
| 2006                                    | 12 354          | ▲ 04,4 %                     | 3 376                     | ▲ 00,4 %                     | 08 978               | ▲ 05,9 %                     |
| 2007                                    | 15 210          | ▲ 23,1 %                     | 4 437                     | ▲ 31,4 %                     | 10 773               | ▲ 20,0 %                     |
| 2008                                    | 18 146          | ▲ 19,3 %                     | 5 805                     | ▲ 30,8 %                     | 12 341               | ▲ 14,6 %                     |
| 2009                                    | 16 900          | ▼ 06,9 %                     | 5 399                     | ▼ 07,0 %                     | 11 501               | ▼ 06,8 %                     |
| 2010                                    | 18 711          | ▲ 10,7 %                     | 5 968                     | ▲ 10,5 %                     | 12 743               | ▲ 10,8 %                     |
| 2011                                    | 21 261          | ▲ 13,6 %                     | 7 217                     | ▲ 20,9 %                     | 14 044               | ▲ 10,2 %                     |
| 2012                                    | 21 496          | ▲ 01,1 %                     | 7 962                     | ▲ 10,3 %                     | 13 534               | ▼ 03,6 %                     |
| Источник: ОАО «Аэропорт Ростов-на-Дону» |                 |                              |                           |                              |                      |                              |

## История
Аэродром построен в 1925 году, тогда же, 15 июня 1925 года, были налажены и авиарейсы из Ростова в Москву, проходящие через города Орёл и Харьков. Авиаперелеты стали востребованы, и уже в 1926 году был открыт новый авиарейс Тифлис — Ростов-на-Дону — Москва. В 1932 году началось строительство первого здания аэровокзала (на сегодняшний день не используется для обслуживания пассажирских перевозок).
В послевоенные годы ростовский аэропорт пришлось восстанавливать из руин, реконструировать и перестраивать. Действующая ВПП длиной 2000 м, перрон и РД-5 построены в 1949 году.
В конце 1970-x—начале 1980-x годов проведена масштабная реконструкция аэропорта по проекту НИИ «Аэропроект». На всеевропейском конкурсе аэровокзальных зданий проект Ростовского аэропорта получил первую премию. С 1977 по 1982 год ВПП была удлинена на 500 м, а её покрытие усилено конструктивным слоем из армобетона. Перрон реконструирован в 1979 году. Соединительные РД-1—РД-4 построены в 1977 году, магистральная РД — в 1980 году. МС хранения построены в 1975 году и реконструированы в 1981—1984 годах.
В 1977 году построено современное здание пассажирского терминала. По проекту аэровокзал должен был быть оснащён телескопическими трапами и автоматической системой сортировки багажа. Однако, от этого отказались на этапе строительства. Также были допущены многие упрощения в интерьере. В результате чего реконструированный аэропорт существенно отличается от задуманного по проекту.
В 1986 году ростовскому аэропорту был присвоен статус международного, а регулярные рейсы в зарубежные страны начались с 1991 года. В 1993 году аэропорт был приватизирован.
С 2002 года проводится реконструкция ВПП. В 2009 году завершён первый этап реконструкции, включающий частичную замену покрытия ВПП, РД, МС и перрона. Второй этап предполагает усиление ВПП и удлинение её с 2500 до 2700 м. Параллельно идёт реконструкция и переоснащение пассажирского терминала. В последние годы обновлён международный сектор терминала. В 2004 году введён в эксплуатацию зал «Вылет» на 300 посадочных мест. В 2006—2007 году проведены модернизация и расширение зала «Прилёт» международного сектора, установлены новый транспортёр для выгрузки багажа и новое оборудование для обеспечения паспортно-визового контроля, смонтированы два пассажирских лифта и эскалатор, установлены кресла на 200 посадочных мест. В 2007 обновлён VIP-зал. В декабре 2006 г. в международном и летом 2008 года в российском секторах аэровокзала заработала автоматизированная система регистрации пассажиров и багажа. Установлена система кондиционирования воздуха. С февраля 2009 года в аэровокзальном комплексе функционирует система аудио-визуального оповещения пассажиров о выполняемых рейсах. Усилены меры безопасности — создана централизованная система видеонаблюдения и установлена досмотровая техника на входах в аэровокзал.
В 2007 году пассажиропоток аэропорта превысил 1 млн человек, а в 2011 году аэропорт смог обслужить уже более 1,5 млн пассажиров.
В 2011—2015 годах было запланировано строительство нового аэропортового комплекса за пределами городской черты Ростова-на-Дону. В 2011 году окончательно определена площадка для нового аэропорта и началась подготовка проекта планировки и межевания земель. Строительство нового аэропорта началось в 2014 году и завершилось в июле 2017 года, а ввод в эксплуатацию и перевод всех рейсов произошел в один день, 7 декабря 2017 года. Согласно распоряжению Правительства РФ от 4 ноября 2017 года № 2434-р аэродром гражданской авиации Ростов-на-Дону для обслуживания воздушных судов закрыт с 1 марта 2018 года.
С июня 2024 года является междугородним Центральным областным автовокзалом.

### Аварии и катастрофы
- Днём 2 мая 1974 года самолёт Як-40 (бортовой номер CCCP-87398) компании «Аэрофлот» (Липецкий объединённый авиаотряд Управления гражданской авиации центрального региона) при выполнении взлёта в аэропорту Ростов-на-Дону допустил выкатывание самолёта на 185 м от торца ВПП за границу аэродрома и, разрушаясь, свалился по пологому склону в овраг. 16 пассажиров, в том числе ребенок, командир воздушного судна и второй пилот получили ранения. Непристегнутый бортмеханик получил тяжелую травму и скончался на месте происшествия. Причинами авиационного происшествия являются взлёт с непригодной по размерам для эксплуатации Як-40 грунтовой ВПП и нарушение РЛЭ самолета Як-40 со стороны КВС и службы движения. КВС поздно принял решение на прекращение взлета и проявил растерянность в дальнейших действиях. Служба движения, в нарушение РЛЭ, не запретила выпуск самолета с мокрой ГВПП при начавшемся во время посадки пассажиров дожде[30].
- Вечером 23 декабря 1982 года самолёт Ан-26 (бортовой номер CCCP-26627) компании «Аэрофлот» (Красноводский объединённый авиаотряд Туркменского управления гражданской авиации), выполнявший тренировочный полёт по маршруту Сухуми — Краснодар — Ростов-на-Дону — Красноводск, потерпел катастрофу в 5 км от аэропорта Ростов-на-Дону. Погибли все 16 человек, находившихся на борту. Причиной катастрофы явились недостаточные и несвоевременные действия экипажа по балансировке самолета в процессе уборки закрылков после взлета, что привело к резкой потере высоты и столкновению с препятствиями[31].
- Ночью 19 марта 2016 года самолёт Boeing 737—800 авиакомпании «Flydubai» потерпел катастрофу в аэропорту Ростов-на-Дону после двух неудачных попыток захода на посадку. Погибло 62 человека.

## Новый аэропорт
Перенос аэропорта из городской черты Ростова-на-Дону предполагался ещё советским генеральным планом развития города на период 1971—2001 годов, но не был осуществлён в связи с отказом МГА СССР, а также последовавшим в 1990-х годах глубоким спадом в экономике страны и авиационной отрасли. Необходимость строительства нового аэропорта обоснована тем, что существующий аэродром со всех сторон зажат городской застройкой, в основном жилой (см. Местоположение и территория обслуживания), и исчерпал ресурс развития. Кроме того, растущая с каждым годом интенсивность взлётно-посадочных операций в аэропорту снижала комфортность смежных территорий города Аксай и прилегающих районов Ростова. С другой стороны, «Платов» имеет практически неограниченные возможности для перспективного развития, что делает возможным формирование федерального и международного стыковочного узла на базе аэропорта.
В 2011 году администрацией Ростовской области совместно с Министерством транспорта РФ объявлено о начале работ по подготовке к реализации проекта «Строительство аэропортового комплекса „Платов“». Проект был включён в Федеральную целевую программу (ФЦП) «Развитие транспортной системы России (2010—2015 годах)» (постановление Правительства РФ от 20.05.2008 № 377). Срок реализации проекта по ФЦП — 2011—2015 годы. Областное правительство полагало, что аэропорт будет введён в эксплуатацию позже, в 2016—2017 годах перед Чемпионатом мира по футболу 2018 года, часть матчей которого прошло в Ростове-на-Дону.
Ориентировочная стоимость проекта была 25 млрд рублей, в том числе 1 млрд рублей из бюджета Ростовской области на проектные работы и строительство дорожной инфраструктуры, 10 млрд рублей из федерального бюджета на строительство аэродрома и 14 млрд рублей частных инвестиций на создание аэровокзального комплекса. Интерес к проекту проявила бизнес-группа «Ренова» и ряд других компаний. Итоговая стоимость составила 47 млрд рублей, из них 19 млрд от холдинга «Ренова» на строительство терминала, 18 млрд инвестиций государства в аэродромное имущество, 10 млрд инвестиций области в прилегающую инфраструктуру и коммуникации.
В 2011 году была окончательно определена и согласована со всеми ведомствами площадка под размещение «Платов» — земли Грушевского сельского поселения Аксайского района, вблизи Новочеркасска — и начаты работы по планировке и межеванию территории. Для этого была сформирована «Дирекция строящегося аэропортового комплекса „Платов“», которая также занималась организацией строительства объектов инженерной и транспортной инфраструктуры. В 2014 году было завершено проектирование и начато строительство. В 2017 году «Платов» введён в эксплуатацию, с 11:00 7 декабря в него переведены все рейсы старого аэропорта.

## Оператор аэропорта и финансовые показатели
Управляющая компания ОАО «Аэропорт Ростов-на-Дону» создана в 1993 году на базе Ростовского объединенного авиаотряда. Основными акционерами являются ООО «Праймери Дон» (33,52 % обыкновенных акций и 52,46 % в уставном капитале), контролируемое бывшим депутатом государственной думы от Ростовской области Иваном Саввиди, и Ростовская область в лице министерства имущественных и земельных отношений, финансового оздоровления предприятий, организаций Ростовской области (50,67 % и 38 % соответственно). До августа 2012 года государственный пакет акций находился в федеральной собственности. В дальнейшем этот пакет может быть передан Ростовской областью в капитал ОАО «Ростоваэроинвест». В нём 25 % принадлежит «Ростоватодортрансу» и 75 % — ОАО «Кольцово-Инвест», входящему в группу «Ренова». Выручка, валовая и чистая прибыль ОАО «Аэропорт Ростов-на-Дону» в 2010 году — 859, 150 и 86 млн рублей соответственно; в 2009 году — 706, 112 и 55 млн рублей.

## Местные воздушные линии
До начала 1990-х годов в Ростовской области существовала и активно использовалась разветвлённая сеть аэропортов местных воздушных линий. В настоящее время в ведении ОАО «Аэропорт Ростов-на-Дону» находятся, в частности, аэропорты Миллерово, Волгодонск и Вёшенская. Эти аэропорты убыточны (они принимают воздушные суда лишь эпизодически, однако на их содержание тратятся немалые денежные средства). В конце 2008 года был поднят вопрос о передаче аэропортов Волгодонск и Вёшенская в региональную собственность. По состоянию на 2013 год существуют планы поэтапного возрождения местных аэропортов Ростовской области, в первую очередь аэропортов Вёшенская, Волгодонск и Белая Калитва.

## Транспортное сообщение
Автобусы 7, 82, 85 и 85а, маршрутные такси 93, 95, 123, 124, 127, 128р, 151, 153/1, 153/4, 160.